# 汉娜·格拉斯
汉娜·格拉斯（瑞典語：Hanna Glas，1993年4月16日—），瑞典女子足球运动员。她曾代表瑞典参加2020年夏季奥林匹克运动会足球比赛，获得一枚银牌。她也曾参加2019年国际足联女子世界杯。